# Dejan Cvetković
Dejan Cvetković (Beograd) srpski je inženjer elektrotehnike. On je direktor tehnološkog razvoja i jedan od osnivača Majkrosoftovog razvojnog centra u Srbiji (енгл. Microsoft Development Centar Serbia – MDCS).

## Poslovna karijera
Diplomirao je na Elektrotehničkom fakultetu Univerziteta u Beogradu.
Poslovnu karijeru je započeo 1991. godine kao softver dizajner u kompaniji Energodata. Nakon dve godine, 1993. godine, odlučuje da se preseli u Kanadu u kojoj je dobio iseljeničku vizu i započinje svoju karijeru kao softverski inženjer u Microsoft Corp. U jesen 1995. godine preuzeo je poziciju Majkrosoft konsultanta fokusiranog na bankarska rešenja za HSBC. Dok četiri godine kasnije preuzima ulogu menadžera prodaje za javni sektor za Zapadnu Kanadu.
U maju 2003. Cvetković se vraća u Srbiju i postaje generalni direktor Majkrosofta u Srbiji osnivajući dve Majkrosoft podružnice – jednu u Srbiji i jednu u Crnoj Gori. U septembru 2005. bio je jedan od osnivača Microsoft razvojnog centra u Srbiji, koji je u to vreme bio jedan od četiri centra u svetu, izvan SAD. U septembru 2008. postaje menadžer partner za celu CIE – Centralna i Istočna Evropa.
On je bio jedan od inicijatora kao i posrednik u komunikaciji i organizaciji potpisivanja ugovora između kompanije Microsoft i Savezne Republike Jugoslavije, odnosno Bila Gejtsa i Zorana Đinđića.
Konačno, u julu 2009. godine, Cvetković preuzima ulogu poslovnog direktora za javni sektor za CEE „Multy-Country” region. Tokom 2010. godine on dobija Microsoft Platinum Award achievement. Godine 2016. postaje Digital Transformation Chief Technology Officer. Dok dve godine kasnije se vraća prodaji i postaje Global Technical Sales Lead, zadužen za vođenje i razvoj tehničke prodaje.
Godine 2020. vraća se u MDCS koji je 15 godina pre toga osnovao i postaje Chief Technology Officer - CTO. Ovu ulogu obavljao je do sredine 2023. godine.
Dejan Cvetković je bio jedan od organizatora prve Majkrosoft konferencije na ovim prostorima, a danas kaže da je Sinergija postigla svoje prvobitne ciljeve, što je vidljivo u neverovatnom razvoju IT sektora u Srbiji.

## Lični život
Dejan Cvetković je mlađi brat poznatog glumca i filmskog producenta Svetozara Cvetkovića. Kako i sam svedoči, malo je falilo da i on završi u umetnosti i upiše Fakultet dramskih umetnosti (odsek kamera), ali ga je obrazovanje nakon Matematičke gimnazije ipak odvelo na Eliktrotehnički fakultet.

## Spoljašnje veze
- „“Posla je bilo i biće ga još više. Neće biti dovoljno ljudi”: Dejan Cvetković, CTO Majkrosoftovog razvojnog centra, u životnom intervjuu za novi Nedeljnik”. Nedeljnik. Приступљено 2. 8. 2022.
- Mihajlović, Ivana (27. 12. 2016). „Dejan Cvetković: Uz čvrstu odluku i fokus ostvarit ćete sve što želite”. Akta. Приступљено 2. 8. 2022.
- „Welcome to the tour of MDCS!”. You Tube. Приступљено 2. 8. 2022.